# Шмалькальденская война
Шмалька́льденская война́  (нем. Schmalkaldischer Krieg; 1546—1547) — война между императором Карлом V и протестантами Шмалькальденского союза (Саксония, Гессен и другие немецкие лютеранские княжества, графства и города). Первый крупный вооружённый конфликт между католиками и протестантами. Войска союза потерпели сокрушительное поражение при Мюльберге, что привело к подписанию Виттенбергской капитуляции. По ней курфюршество Саксония перешло от эрнестинской к альбертинской линии Веттинов. Бо́льшая часть земель побеждённых досталась союзнику Карла протестантскому герцогу Морицу Саксонскому. Однако успех Карла был кратковременным, вскоре борьба возобновилась (Вторая Шмалькальденская война). Неудачный для императора исход войны привёл к Аугсбургскому религиозному миру.

## Предыстория

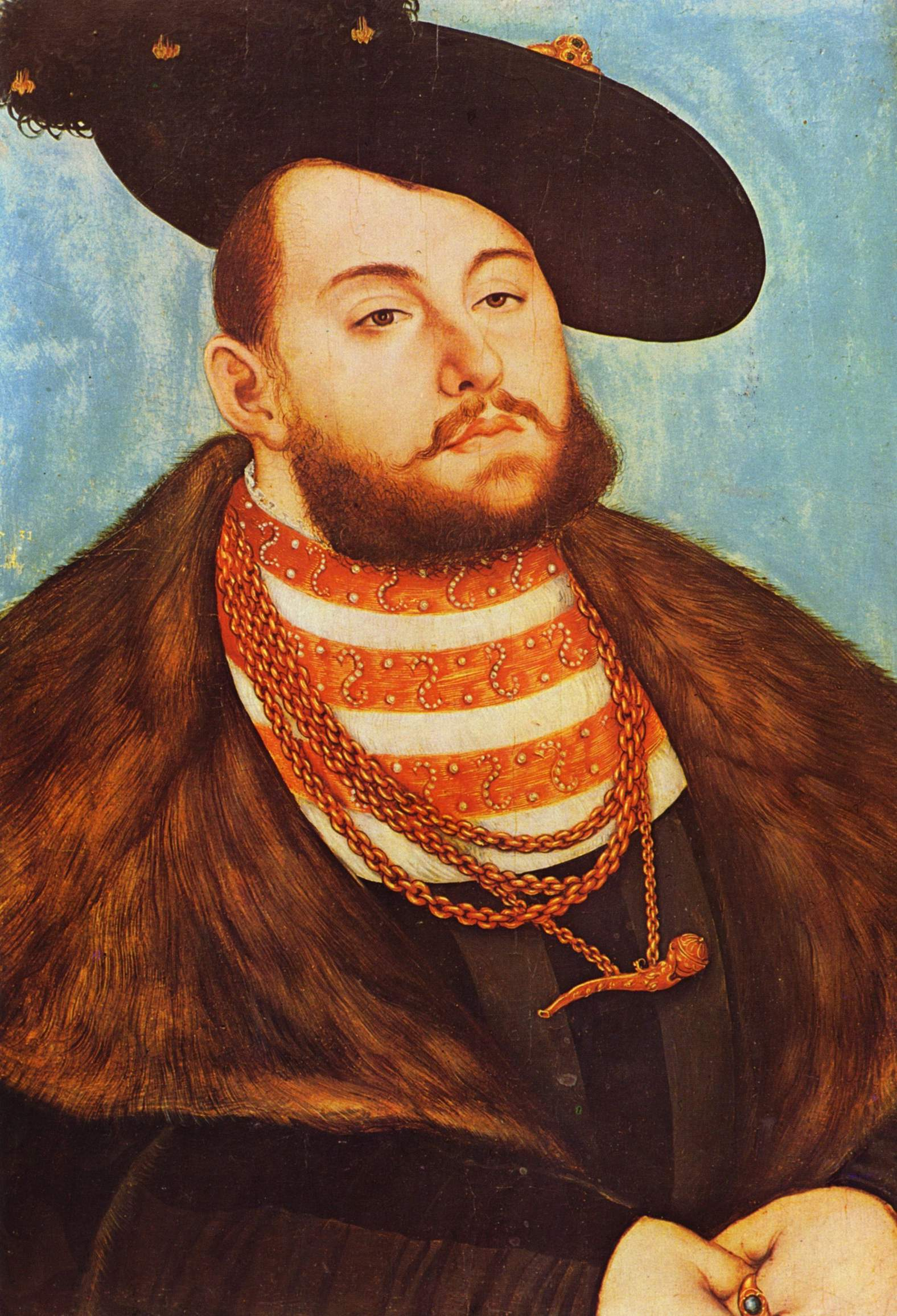
Иоганн-Фридрих Великодушный — один из предводителей Шмалькальденского союза, портрет работы Лукаса Кранаха, 1531, Лувр

К середине сороковых годов Карл V окончательно решился на войну с протестантизмом. Карл согласился на мягкие условия мира с Францией (мир в Крепи), чтобы обезопасить себя от союза Франции с протестантами. 26 июня 1546 года Карл V заключил союз с папой Павлом III, который предоставил в распоряжение императора значительные денежные и военные средства. В то же время был заключён договор с Вильгельмом Баварским и Морицем Саксонским. Протестанты же не встретили поддержки у иностранных государств и остались изолированными. Начиная борьбу, Карл заявил, что он ведёт войну не за веру, а желает смирить непокорных, мятежных вассалов.

## Война

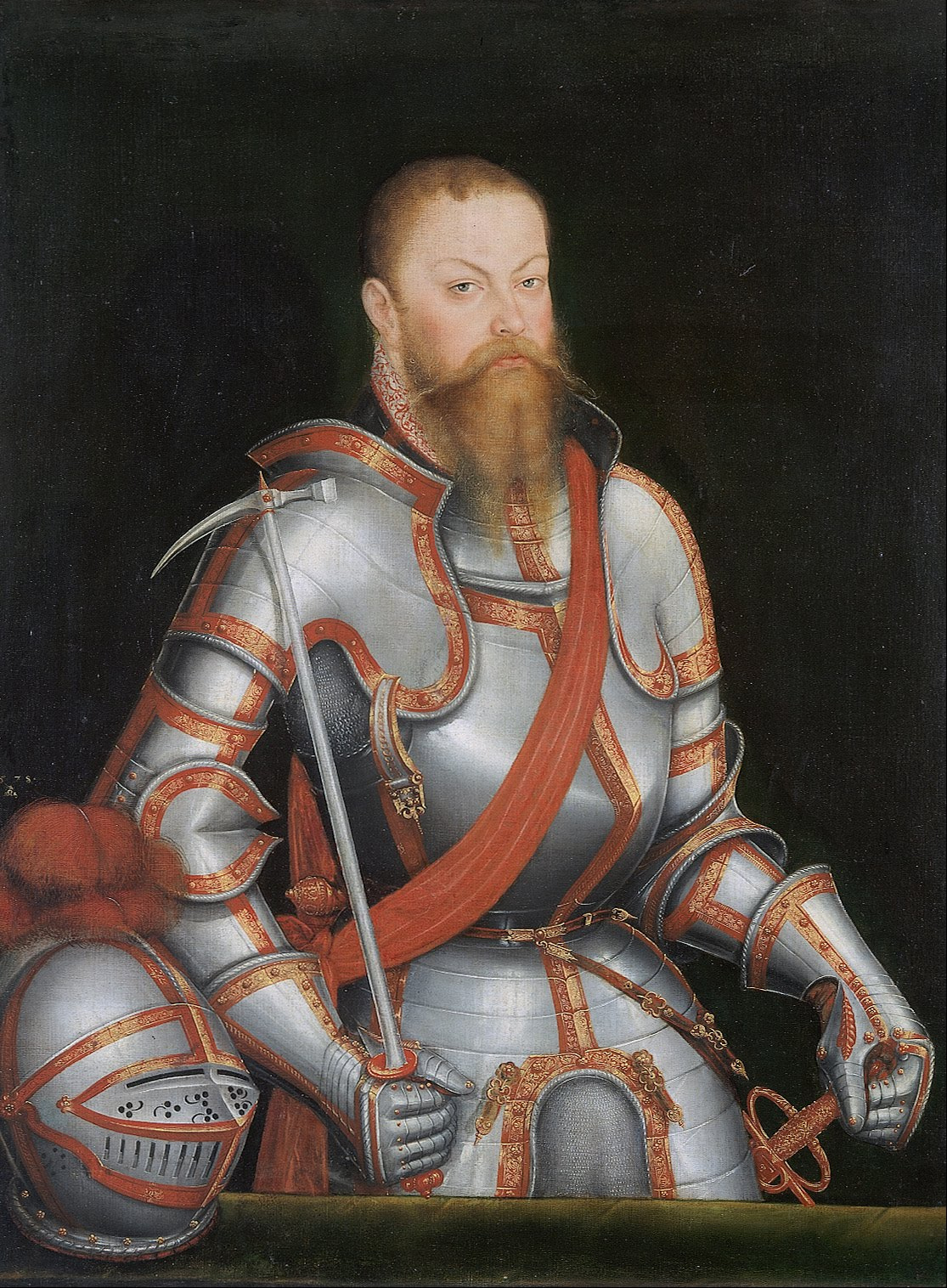
Мориц Саксонский — союзник Карла V

Перевес сил был в первое время на стороне шмалькальденцев. 
Предводитель протестантских отрядов в верхней Германии Шертлин взял Донаувёрт. В начале августа князья Иоганн-Фридрих и Филипп Гессенский соединились с ополчениями верхненемецких городов, собрав армию численностью почти 50 тысяч человек.
Император, собрав итальянские, немецкие и испанские отряды, двинулся навстречу протестантам. После обстрела императорской армии под Ингольштадтом протестанты отступили, вслед за ними двигался вверх по Дунаю император, забирая по пути крепости. 
В октябре Мориц Саксонский, на которого император перенёс курфюршеское достоинство и которому он поручил исполнение опалы над Иоганном-Фридрихом, начал войну против последнего. Войска Фердинанда (брат Карла V) и Морица заняли большую часть владений Иоганна-Фридриха. В ноябре шмалькальденцы стали покидать Швабию. Протестантские города вынуждены были сдаваться императору: сдались Нердлинген, Ульм, Аугсбург, Страсбург, Франкфурт и др. Смириться и просить прощение должны были также герцог Вюртембергский и пфальцграф Рейнский. Протестант архиепископ кёльнский Герман фон Вид был низложен и отказался от сана.

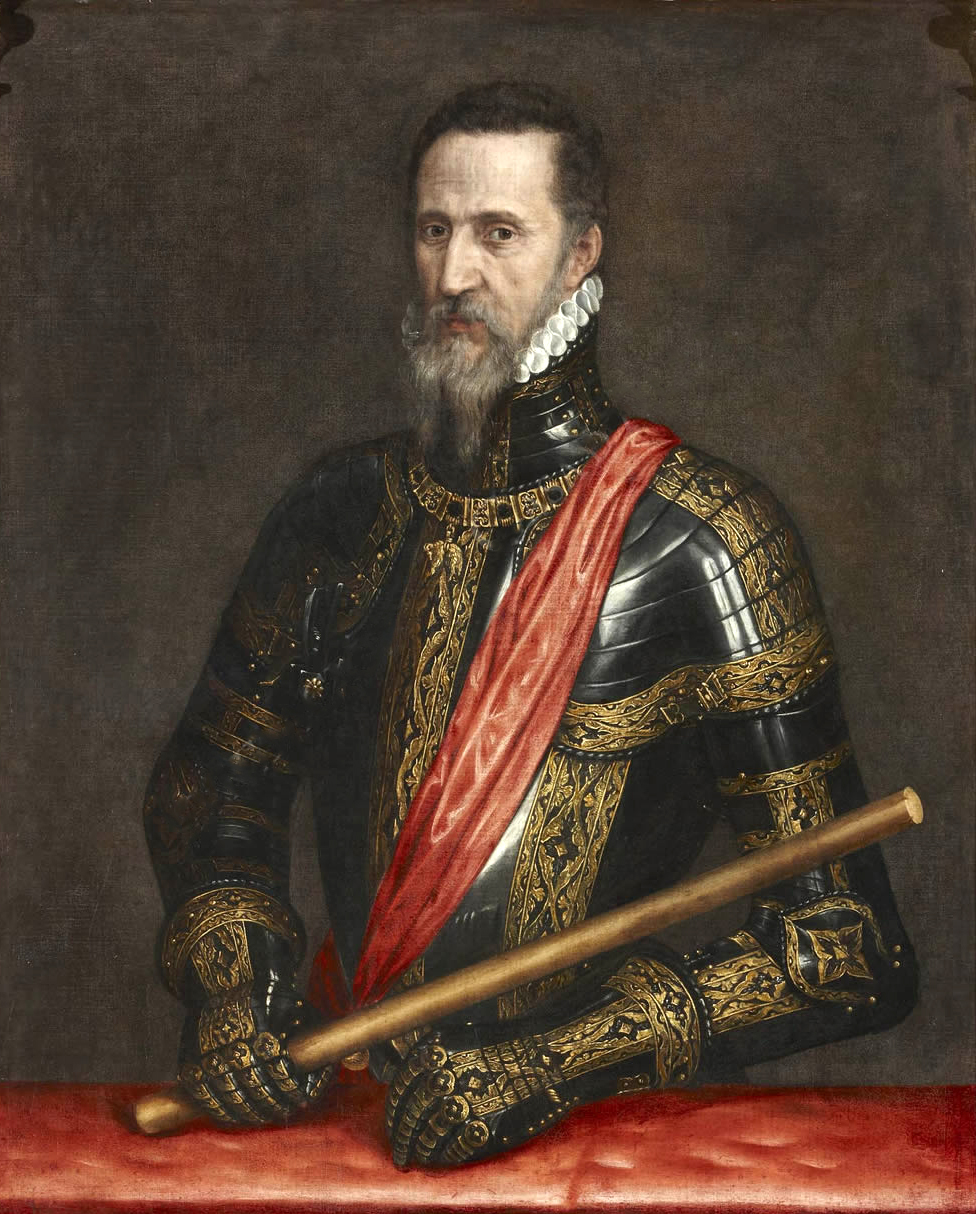
Командующий войсками Карла V Фернандо Альварес де Толедо, герцог Альба

Между тем Иоганн-Фридрих, вернувшись в Саксонию, занял и разорил Галле, Мерзебург, осадил Лейпциг, но в январе 1547 года вынужден был снять осаду. Беспечность маркграфа Альбрехта Бранденбургского дала возможность Иоганну-Фридриху захватить его врасплох в Рохлице: Альбрехт был взят в плен. В это время Карл двинулся из Швабии в Саксонию через Эгер. 22 апреля император был уже всего в нескольких милях от войск Иоганна-Фридриха. Последний двинулся по правому берегу Эльбы, и 24 апреля 1547 года у Мюльберга произошла битва между армиями курфюрста и императора.  

### Битва при Мюльберге и завершение войны
В битве при Мюльберге 24 апреля 1547 года армия императора Карла V победила войска Шмалькальденского союза.  Победив в этой битве, император выиграл войну. Беспорядочно отступавшие к Виттенбергу численно слабые войска курфюрста подверглись преследованию императорской кавалерии, сам Иоганн-Фридрих попал в плен. Герцог Альба отвёз его к Карлу, который принял пленника очень сурово.

Вскоре сдался и Виттенберг. Карл потребовал от пленённого Иоганна Фридриха отречения от курфюршеского достоинства и от земель, значительная часть которых должна была перейти к Морицу, другая часть — к Фердинанду. Часть земель была оставлена для детей и брата Иоганна-Фридриха. Иоганн Фридрих 19 мая 1547 года согласился на эти условия, подписав Виттенбергскую капитуляцию. 

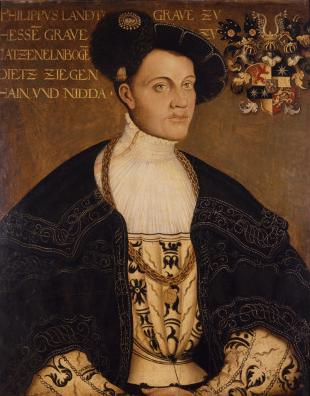
Филипп Гессенский после окончания войны долго содержался в заключении

## Результаты

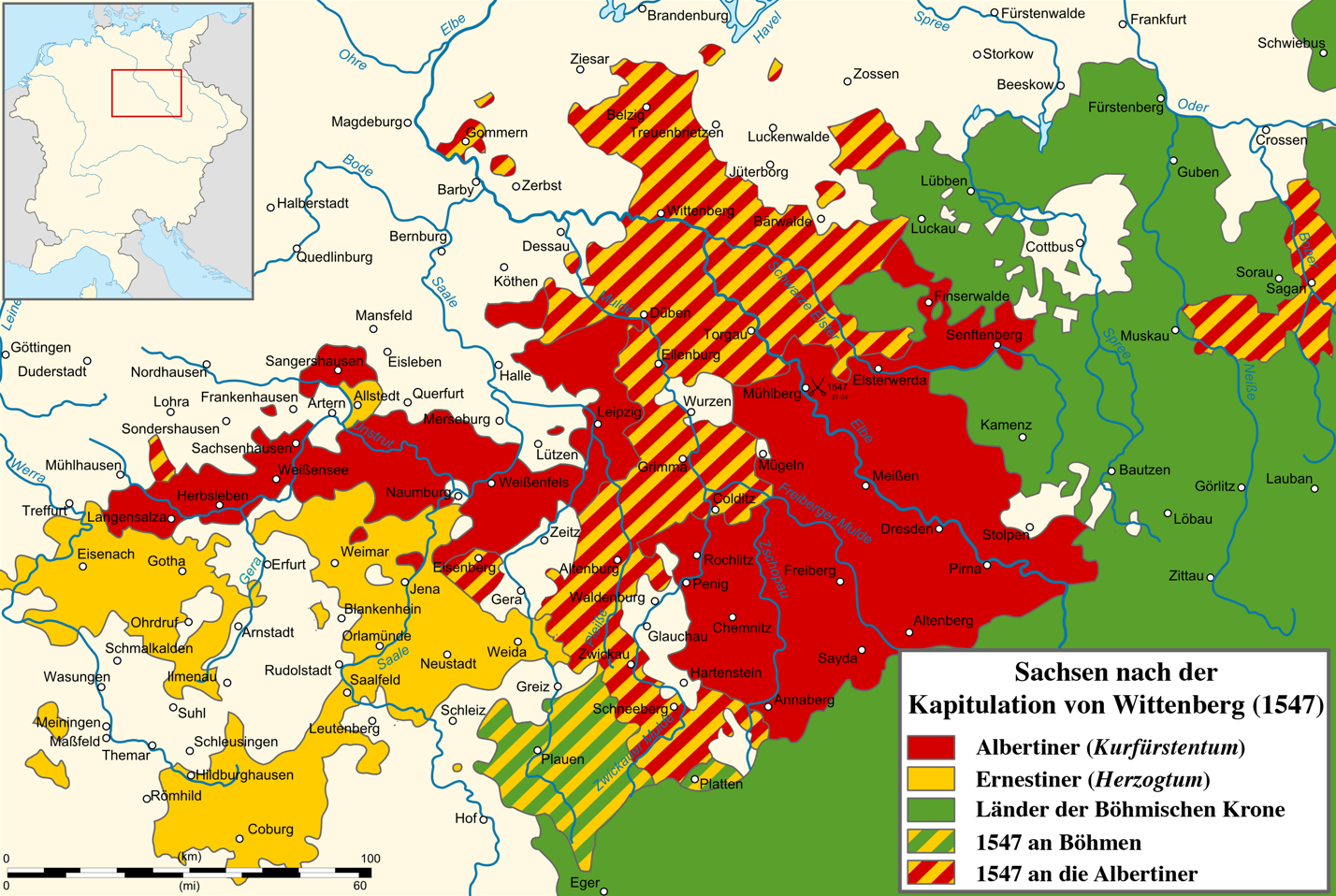
Передел Саксонии после Виттенбергской капитуляции 1547 года. (красно-жёлтое — к Альбертинам, жёлто-зелёное — к Чехии).

Несмотря на временный успех в борьбе северогерманских протестантских городов, вскоре и они должны были покориться императору. То же решился сделать и ландграф Филипп, не надеявшийся уже на военный успех после Мюльбергской катастрофы. Посредниками при переговорах о сдаче Филиппа были Мориц и Иоахим Бранденбургский, но и они не могли добиться от Карла сносных условий для ландграфа. Умышленно неопределенные выражения условий сдачи Карл V истолковал в невыгодную для Филиппа сторону. Император лишил Филиппа свободы и долго держал в заключении в тяжёлых условиях под охраной грубых испанских солдат..
В сентябре 1547 года открылся рейхстаг в Аугсбурге. Карл провёл здесь своё знаменитое временное постановление (интерим), но, несмотря на победу над протестантами, императору не удалось провести интерим на практике: протестанты оказывали ему упорное сопротивление. Планы императора передать империю сыну своему Филиппу, грубое обращение с немцами, присутствие в Германии испанских солдат — всё это вызвало в последней сильное раздражение, которое и закончилось вскоре возобновлением борьбы, причём теперь и Мориц изменил императору. Неудачный для императора её исход привел к Пассаускому договору и, наконец, к Аугсбургскому религиозному миру.